# Bruno Paz
Bruno Lourenço Pinto de Almeida Paz (sinh ngày 23 tháng 4 năm 1998) là một cầu thủ bóng đá người Bồ Đào Nha thi đấu cho Sporting B, ở vị trí hậu vệ.

## Sự nghiệp bóng đá
Vào ngày 6 tháng 8 năm 2016, Paz có màn ra mắt cho Sporting B trong trận đấu tại LigaPro 2016–17 trước Portimonense.